# Пертнуры
Пертнуры (мар. Пӧртныр) — село в Горномарийском районе Марий Эл Российской Федерации. Входит в состав Емешевского сельского поселения.
Численность населения — 102 чел. (2015 год).

## Этимология
Название «Пертнуры» происходит от марийских слов «пӧрт» (дом) и «нур» (поле).

## География
Располагается в 5 км от административного центра сельского поселения — села Емешево, на левом берегу реки Юнги. Рядом находятся деревни Тодымваж, Запольные Пертнуры и Заовражные Пертнуры.

## История
В XVI — середине XVIII веков поселение называлось «деревня Ценибекова» по имени родоначальника. В 1752 году был открыт православный приход, в 1754 году построена деревянная церковь, деревня Ценибекова стала называться село Вознесенское. В списках населённых мест Казанской губернии 1859 года значилась под официальным названием Пе́тнуры, в просторечии — Ценибе́ково, Вознесенское.
Поселение располагалось на знаменитом Московско-Казанском екатерининском тракте («Сибирская дорога», «Владимирка»).
В 1828 году была построена каменная церковь с престолами в честь Вознесения Господня и в честь Богоявления Господня. В 1939 году церковь была закрыта и впоследствии разрушена. Служба возобновились в 2003 году, когда к уцелевшей церковной сторожке был пристроен алтарь. Восстановление храма продолжается.

## Население
| 1859 | 2002 | 2010 | 2013 | 2014 | 2015 |
| ---- | ---- | ---- | ---- | ---- | ---- |
| 171  | ↘95  | ↗103 | ↘98  | ↗104 | ↘102 |

## Известные уроженцы
- Григорьев, Александр Владимирович (28 мая 1891 — 25 августа 1961) — марийский советский художник, общественный деятель и академик.